# Jeju-do
Jeju sau Jeju-do (oficial Provincia Autonomă Specială Jeju) este una din cele  9 provincii ale Coreei de Sud. Provincia este situată pe cea mai mare insulă care aparține Coreei de Sud, fiind cunoscută de europeni sub numele de Quelpart. 